# Arthraxon raizadae
Arthraxon raizadae är en gräsart som beskrevs av S.K.Jain, Hemadri och U.R. Deshpande. Arthraxon raizadae ingår i släktet Arthraxon och familjen gräs. Inga underarter finns listade i Catalogue of Life.